# Palazzo Vimercati Sanseverino (Crema)
Il palazzo Vimercati Sanseverino è una dimora storica privata di Crema, l'unica della città ad appartenere alla medesima famiglia che lo fece costruire nel XVI secolo.

## Storia
Sermone Vimercati, vissuto nella prima metà del XVI secolo e discendente di una tra le più antiche famiglie cremasche, già cortigiano di papa Giulio II, sposò verso il 1520 Ippolita Sanseverino, figlia di Ugo, generale del duca Gian Galeazzo Maria Sforza, la quale portò in dote una parte del contado di Pandino; i due coniugi andarono a risiedere in una dimora quattrocentesca che sorgeva nell'area dell'attuale palazzo, dove ospitarono per due volte e per più settimane il duca Francesco II Sforza nel 1526.
Ippolita e Sermone Vimercati ebbero quattro figli: Lodovico, Ottaviano, Ippolito e Marc'Antonio; quest'ultimo fu comandante di fanteria sotto le insegne della Repubblica di Venezia durante la guerra di Cipro e per i servigi militari offerti ottenne da Sebastiano Venier, il doge di Venezia,  che i poderi da lui posseduti a Palazzo Pignano fossero eretti in contea e che il titolo di conte fosse trasmissibile a tutti i discendenti di ambo i sessi.

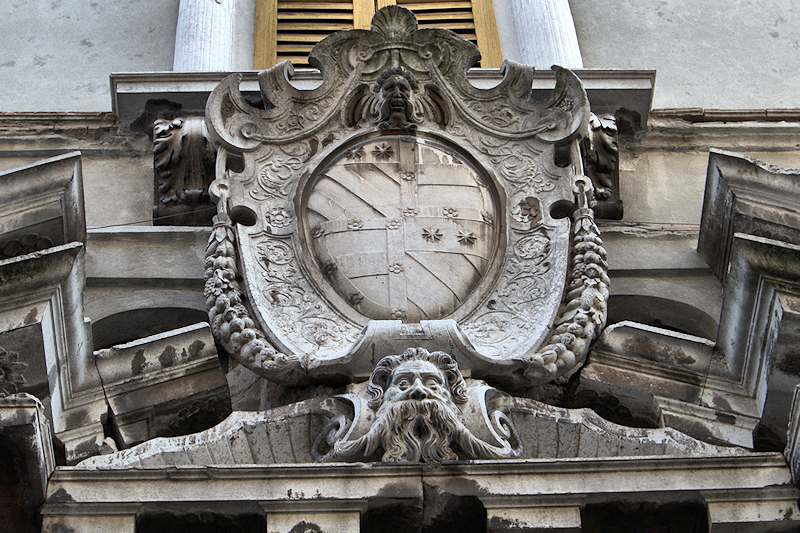
Lo stemma Vimercati Sanseverino

Marc'Antonio e i suoi fratelli, inoltre, decisero di aggiungere al proprio cognome quello della madre, dando vita così al ramo dei Vimercati Sanseverino. Di Marc'Antonio fu anche l'iniziativa di riedificare di palazzo a partire dal 1580 nelle forme attuali e la cui conclusione fu portata a termine dai figli Orazio e Ottaviano nel 1602. L'anno del termine dei lavori è fissato in un'iscrizione incisa sull'architrave del portale d'ingresso:
Costante e Ludovico Vimercati Sanseverino che nel 1685 possedevano l'ala del palazzo verso la piazza allargarono la proprietà, acquisendo una contigua casa Donati per raggiungere la quale fecero costruire un cavalcavia che fu demolito nel 1871 quando quell'abitazione era stata venduta al dottor Natale Burdet.
Il conte Luigi Tadini, morendo nel 1829 all'età di 78 anni senza figli in vita, lasciò una parte della propria eredità al conte Faustino, obbligando gli eredi ad aggiungere il cognome Tadini.
Nel 1837 i Vimercati Sanseverino acquistarono la chiesa di Santo Spirito e Santa Maddalena e relativo ospedale, soppressi dalla Repubblica Cisalpina nel 1810;  la chiesa fu destinata nel corso degli anni a diversi usi: teatro, cinema, magazzino e, negli ultimi due decenni del XX secolo venne concessa in uso gratuito al Comune di Crema per adibirla ad auditorium.

Il conte Gaddo fondò nel 1908 un'associazione sportiva per la pratica della scherma che aveva sede in un salone a sinistra del portale d'ingresso della dimora e che rimase attiva fino a poco prima dell'inizio della prima guerra mondiale. Poco dopo il conflitto vi si insediò una filiale della Banca Italiana di Sconto che fallì nel 1922 e alla quale subentrò la Banca di Credito Piemontese; infine, vi venne trasferito il Circolo ricreativo del Ridotto (fondato nel 1868) tuttora in attività e presso il quale vi hanno sede anche il Rotary Club Crema e l'Associazione Bridge Crema.

### Ospiti illustri
Il 3 e 4 gennaio 1825 nella dimora vi alloggiarono Francesco Carlo d'Asburgo-Lorena e la consorte Sofia di Baviera, ospiti di Sermone e Girolamo Vimercati Sanseverino.
Il viceré del Regno Lombardo-Veneto, l'arciduca Ranieri Giuseppe d'Asburgo-Lorena, visitò due volte Crema il 5 maggio 1829 e il 7 maggio 1845; in entrambe le date si fermò ospite del conte Girolamo.
Il 18 settembre 1838 vi si fermò per qualche ora l'imperatore Ferdinando I d'Austria di ritorno da Milano dopo aver cinto la corona ferrea.

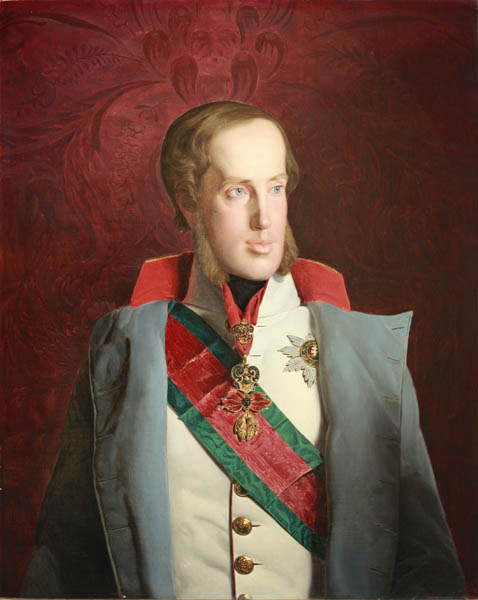
Francesco Carlo d'Asburgo-Lorena.
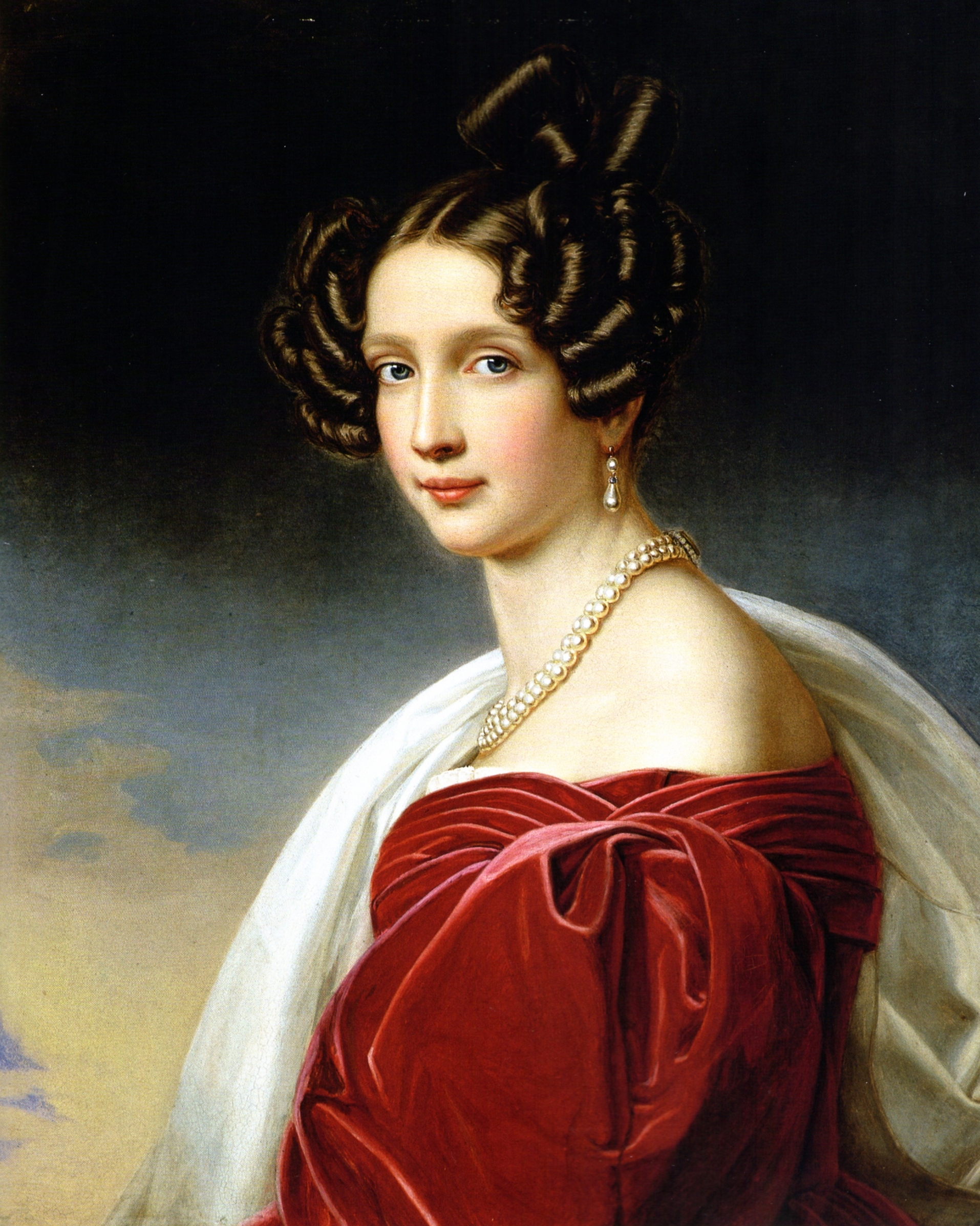
Sofia di Baviera, consorte di Francesco Carlo.
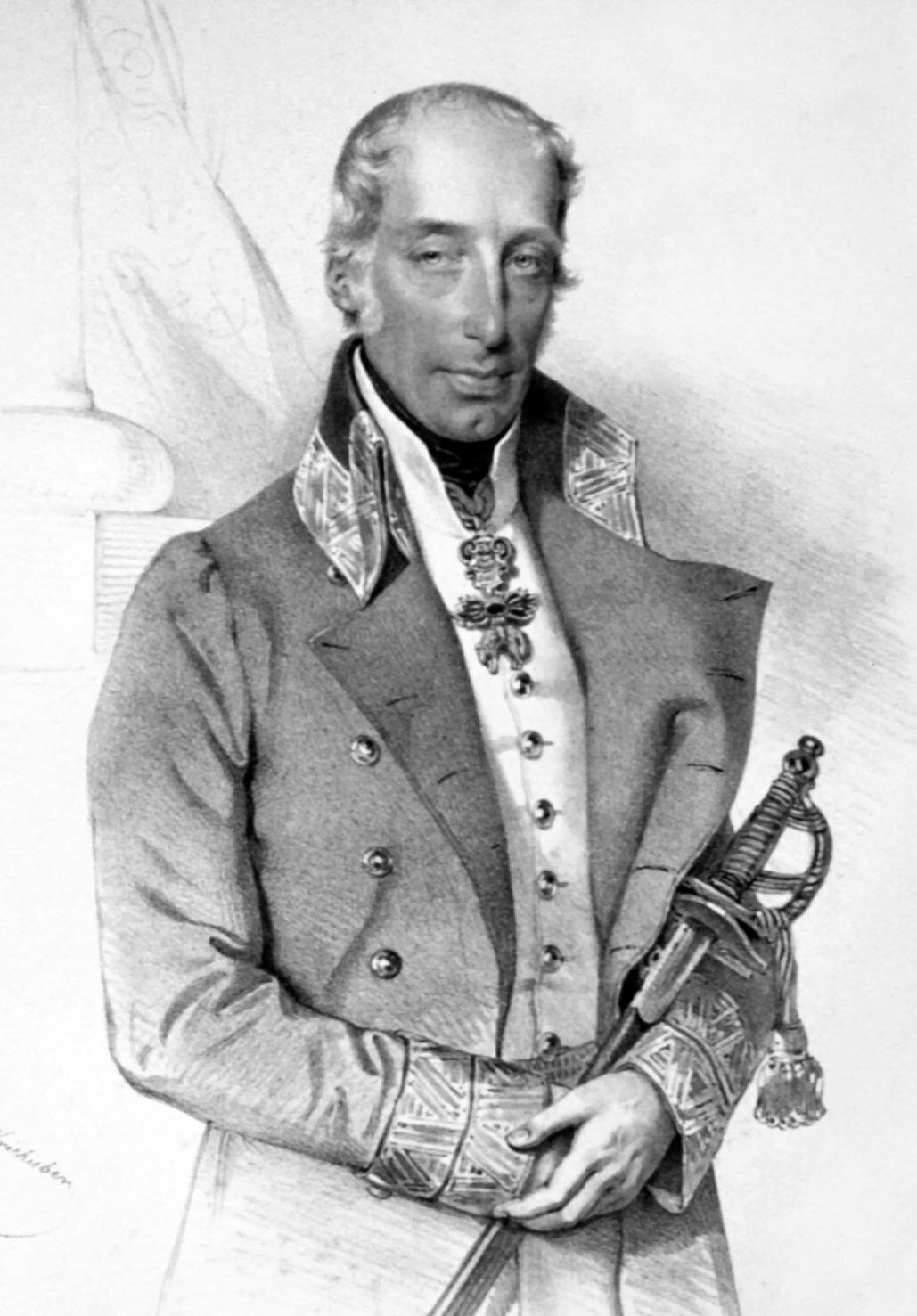
Ranieri Giuseppe d'Asburgo-Lorena.
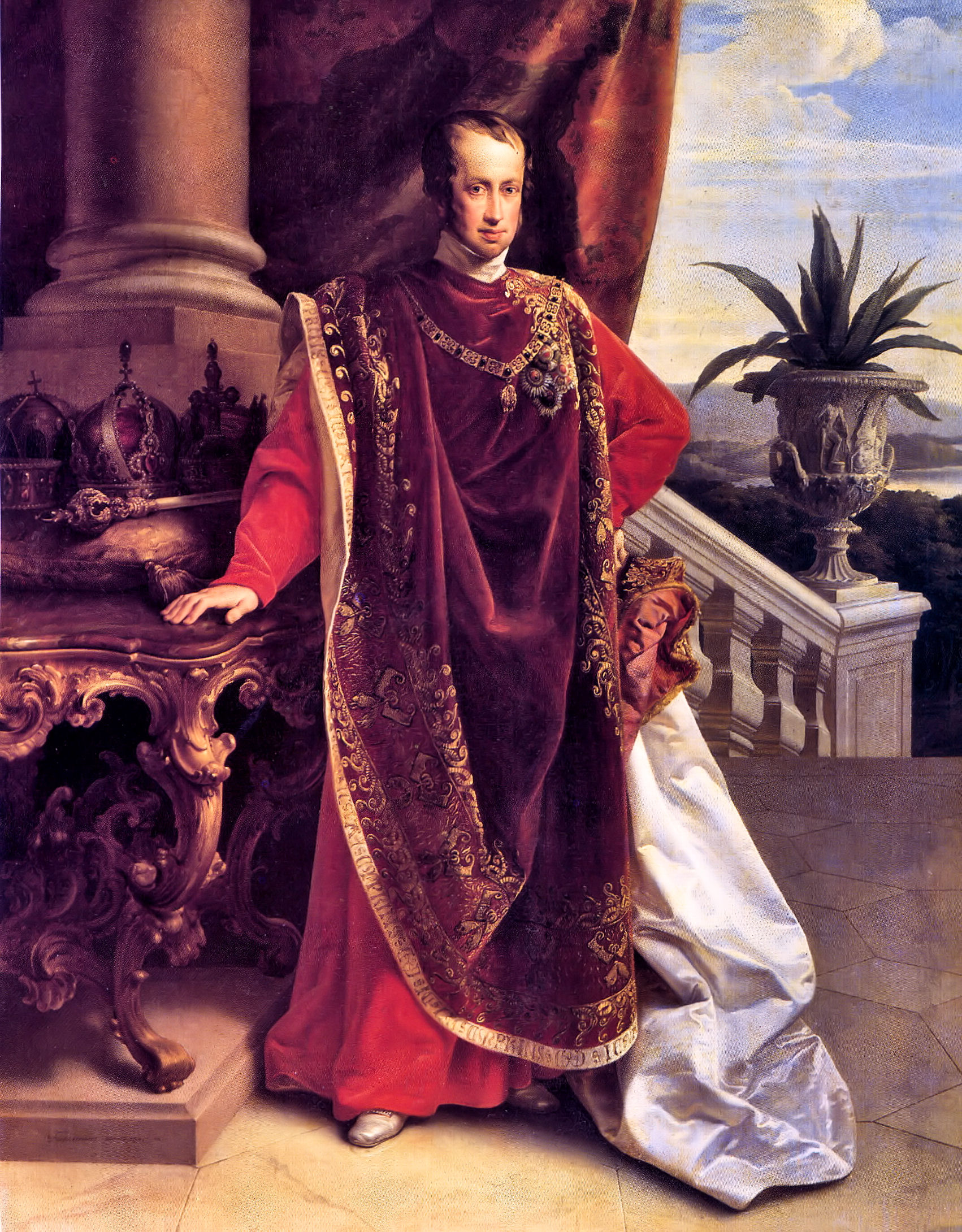
Ferdinando I d'Austria.

### Personalità legate al palazzo

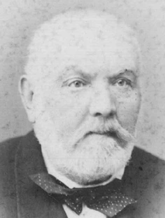
Faustino Vimercati Sanseverino Tadini, senatore del Regno di Sardegna e del Regno d'Italia.

Si segnalano alcuni membri della famiglia che dimorarono nel palazzo e si distinsero particolarmente in alcuni ambiti.
È stato già citato Marc'Antonio, insignito del titolo di conte di Parasso (Palazzo Pignano) dalla Serenissima per i servigi militari.
Il conte Ludovico (1575-1630) produsse due manoscritti sull'arte militare; ebbe vari incarichi: paggio del Granduca di Toscana da giovane, quindi militare in Francia, fu governatore delle armi nella fortezza di Orzinuovi e provveditore ai confini della provincia di Crema.
Esperto in scienze naturali fu il conte Annibale (1731-1811) che si dedicò al miglioramento delle colture e dell'industria agricola, particolarmente nei possedimenti di Palazzo Pignano, Torlino Vimercati, Cascine Gandini, Camisano ed altri luoghi.
Il conte Girolamo (1771-1854) fu podestà di Crema tra il 1822 ed il 1828; lasciò in eredità 8 mila lire a beneficio dell'Ospizio dei poveri. Acquistò nel 1819 il busto di Corinna di Antonio Canova facendosi ritrarre con la divisa ufficiale di podestà assieme all'opera in un dipinto prodotto da Gioacchino Rossini, ora proprietà della Fondazione Benefattori Cremaschi. Le collezioni artistiche del conte Girolamo furono in seguito disperse e la scultura di Canova è ora ospitata a Palazzo Koch a Roma.
Il conte Faustino (1801-1878) fu senatore del Regno d'Italia nella VII e VIII legislatura.

## Caratteristiche

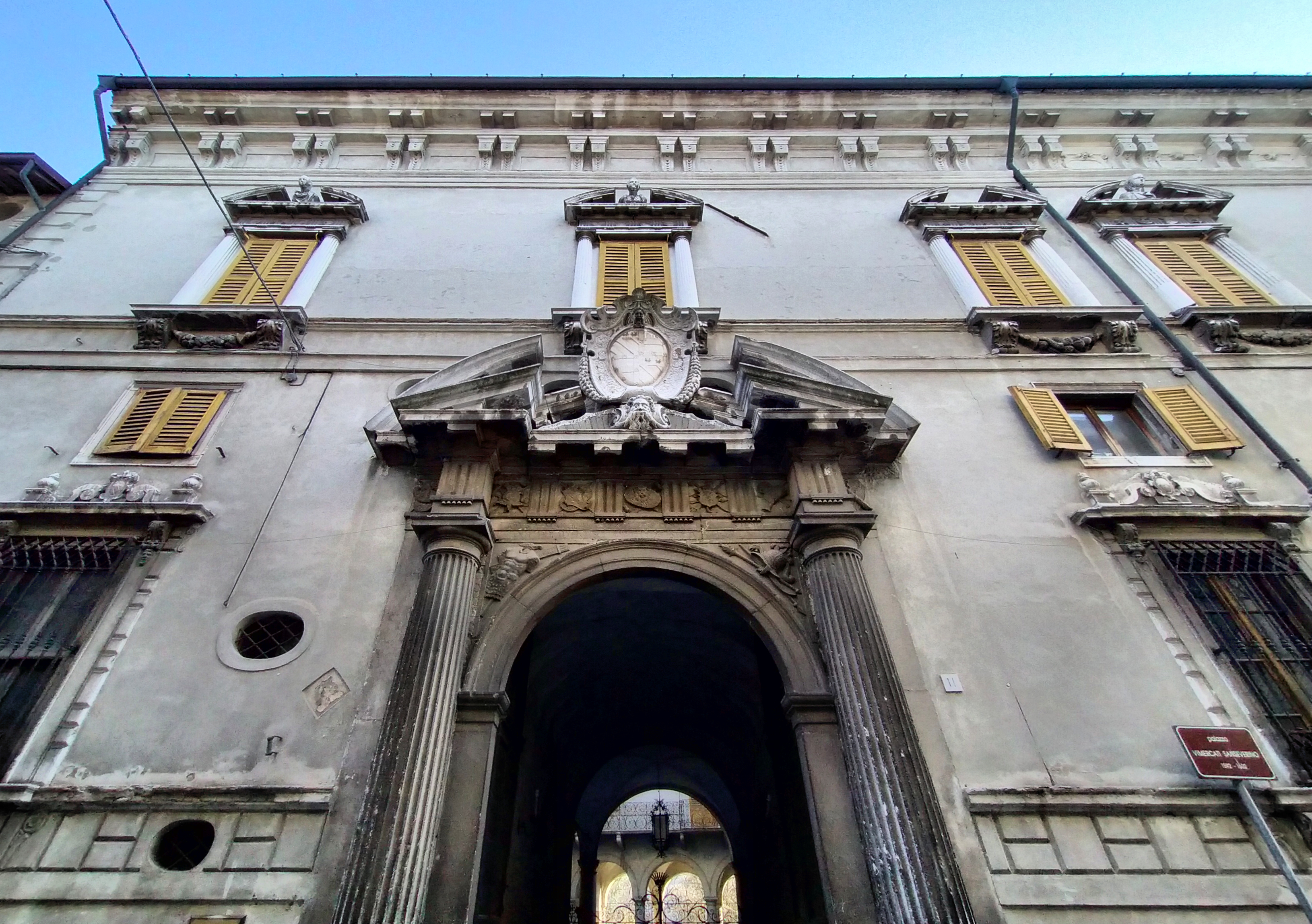
Particolare della facciata e dell'ingresso principale.

Esempio tipico dell'influenza veneta sull'architettura cremasca, la facciata principale dà su via Benzoni ove si aprono due ordini di finestre: quelle al primo piano sono caratterizzate da davanzale, che regge festoni di fiori e di frutta, ed architrave sorretti da mensole; sopra ogni finestra è collocato lo stemma di una famiglia cremasca.
Quelle del piano nobile sono più complesse perché le aperture sono affiancate da semicolonne che sorreggono un timpano ricurvo e spezzato che contiene i busti di personaggi in armatura antico romana oppure togati. Centro dell'attenzione è il grandioso portale che richiama stilisticamente le finestre del piano nobile con le due semicolonne scanalate che sostengono un architrave sul quale si appoggia un timpano spezzato all'interno del quale vi si trova il grande stemma dei Vimercati Sanseverino. Sotto lo stemma è collocato un volto grottesco. In alto, la facciata è conclusa da un doppio cornicione di cui il primo è sorretto da mensole e il secondo da dentelli. 

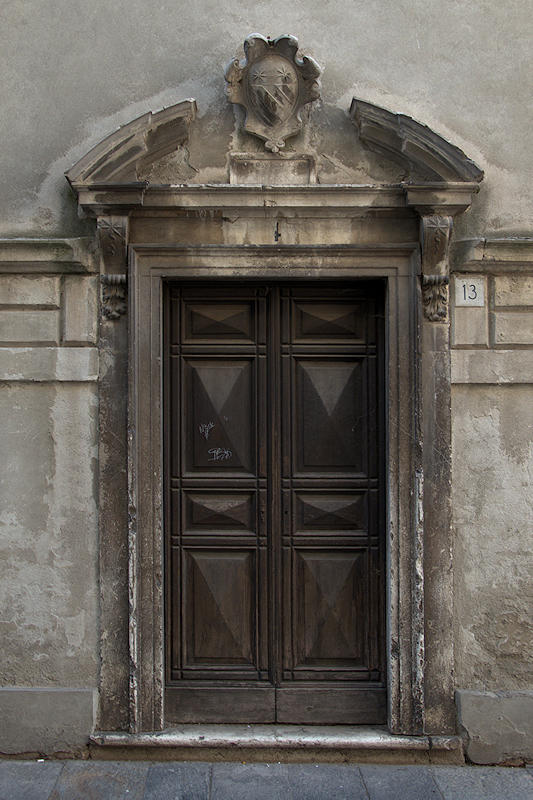
Il secondo ingresso.

Le stesse caratteristiche architettoniche si ritrovano sul lato che si affaccia su piazza Premoli.
Al numero civico 13 si apre un secondo ingresso, molto più piccolo, sovrastato da un timpano circolare spezzato con stemma.
Nella pianta gli apparati murari interni si affacciano su più corti; la prima, quella direttamente collegata con l'ingresso principale, ha il pavimento in ciottolato e presenta su tre lati un portico a tre fornici con colonne tuscaniche in pietra. Al primo piano sui lati est e sud corre un balcone con una elaboratissima ringhiera in ferro battuto firmata Alvisio Chanéval  e datata 1704. Le finestre del primo piano, incorniciate, presentano timpani ricurvi interi o spezzati.
Il lato est del portico è aperto sulla seconda corte occupata da un giardino; in mezzo al portico vi è installato un cancello in ferro battuto. 

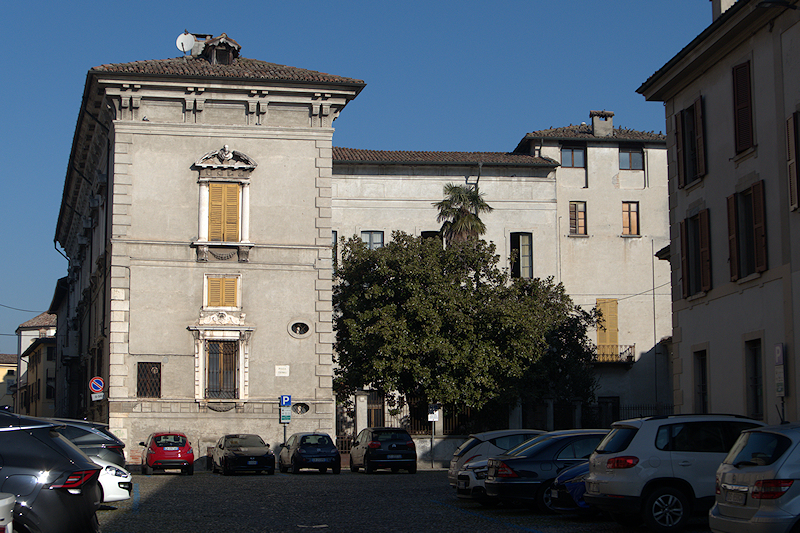
La fronte verso piazza Premoli.

Sul lato sud verso piazza Premoli e via Aurelio Buso si colloca un'altra piccola area verde di forma più o meno triangolare.
Due sono gli scaloni che salgono al piano nobile: quello di sinistra ha due rampe ed è protetto da una balaustra abbellita da putti settecenteschi; quello di destra porta alla sala delle feste decorata nel Settecento.
Un salone interno presenta tavolette da soffitto ricurve ascrivibili al XV secolo e ciò dimostrerebbe che l'attuale edificio ha inglobato parti di una precedente costruzione. Rappresentano elementi zoologici quali anatre, pavoni, gufi, galli selvatici, starne, cinghiali, galli cedrone e cani, probabilmente in riferimento agli animali allevati nei possedimenti della famiglia; non mancano, tuttavia, animali esotici, da montagna e perfino polari. 
Non è più rintracciabile, invece, una sala documentata nell'edificio quattrocentesco affrescata da Vincenzo Civerchio.